# Paludologia

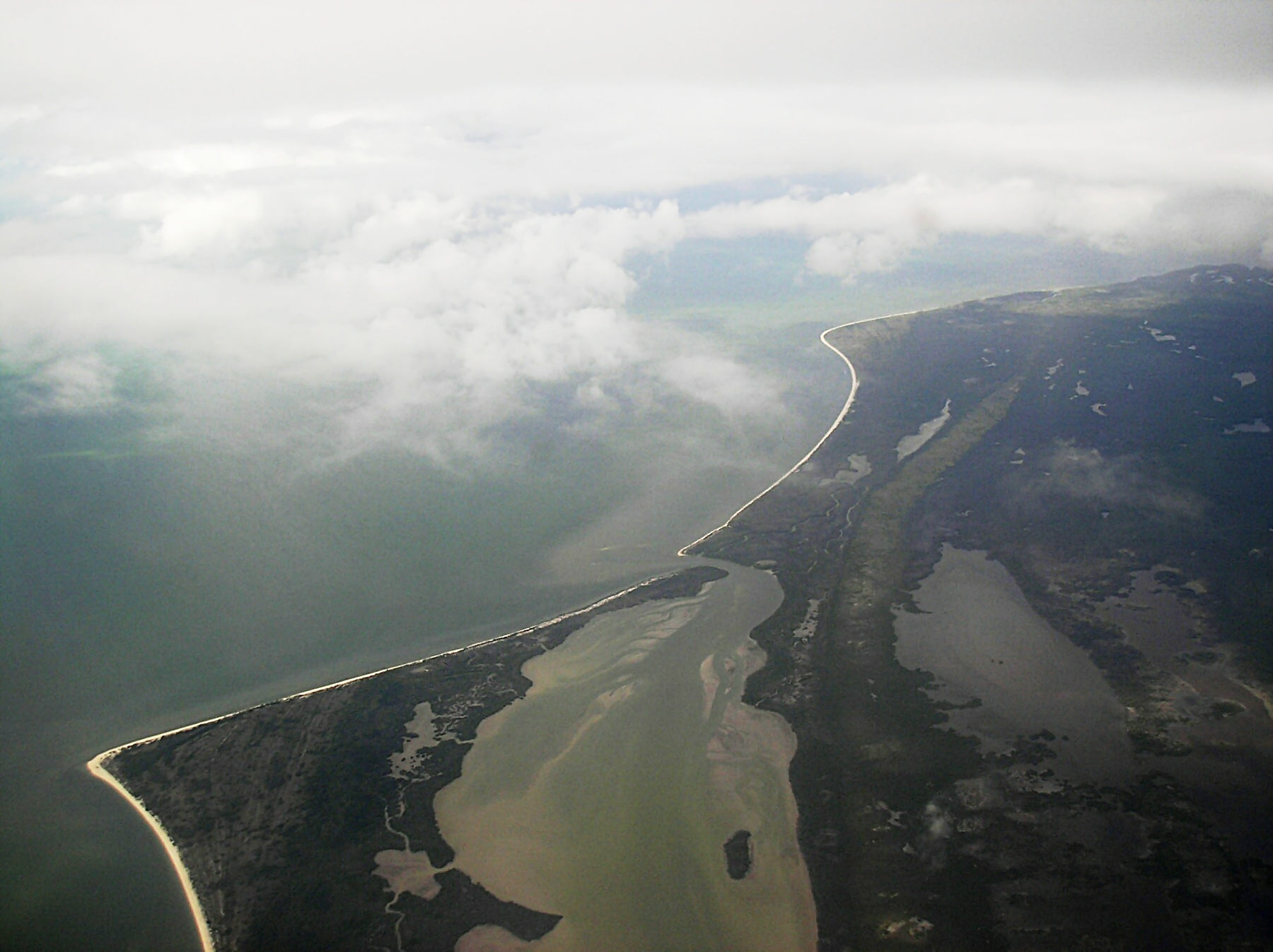
bagna Everglades

Paludologia (łac. palus, paludis „bagno” i gr. logos „nauka”), hydrologia bagien – nauka wchodząca w skład hydrologii. Interesuje się bagnem, jego związkami z otaczającym go środowiskiem, bada procesy wymiany wody pomiędzy nimi. Zajmuje się bilansem wodnym bagna, kształtowaniem się odpływu z tegoż bagna, jego ustrojem cieplnym, parowaniem zeń, określa reguły rządzące tworzeniem się bagiennej sieci hydrograficznej.